# Dozyit
Dozyit (IMA-Symbol Doz) ist ein sehr selten vorkommendes Mineral aus der Mineralklasse der „Silikate und Germanate“ mit der chemischen Zusammensetzung Mg7Al2(Si4Al2)O15(OH)12 und damit chemisch gesehen ein Magnesium-Aluminium-Alumosilikat mit zusätzlichen Hydroxidionen. Strukturell gehört Dozyit zu den Schichtsilikaten.
Dozyit kristallisiert im monoklinen Kristallsystem und entwickelt idiomorphe, gut ausgebildete Kristallformen mit einem tafeligen Habitus. In reiner Form ist Dozyit farblos und durchsichtig. Durch vielfache Lichtbrechung aufgrund von Gitterfehlern oder polykristalliner Ausbildung ist er aber meist durchscheinend weiß oder nimmt durch Fremdbeimengungen eine blassgrüne bis blassviolette Farbe an. Seine Strichfarbe ist allerdings immer weiß.

## Etymologie und Geschichte
Entdeckt wurde Dozyit erstmals in Mineralproben der Kupfer-, Gold- und Silber-Lagerstätte Ertsberg-Ost (deutsch Erzberg) in der Provinz Papua Barat im Zentrum des zu Indonesien gehörenden Inselteils Westneuguinea (indonesisch Irian Jaya). Die Analyse und Erstbeschreibung erfolgte durch Sturges W. Bailey, Jillian F. Banfield, William W. Barker und George Katchan, die das Mineral nach dem niederländischen Geologen Jean-Jacques Dozy (1908–2004) benannten. Dieser hatte 1936 die Erzprovinz Ertsberg entdeckt und benannt.
Das Mineralogenteam um Bailey sandte seine Untersuchungsergebnisse und den gewählten Namen 1993 zur Prüfung an die International Mineralogical Association (interne Eingangs-Nr. der IMA: 1993-042), die den Dozyit als eigenständige Mineralart anerkannte. Die Publikation der Erstbeschreibung folgte zwei Jahre später im Fachmagazin American Mineralogist.
Das Typmaterial des Minerals wird im National Museum of Natural History (NMNH) in Washington, D.C. (USA) unter der Sammlungs-Nr. 170825 aufbewahrt.

## Klassifikation
Da der Dozyit erst 1993 als eigenständiges Mineral anerkannt wurde, ist er in der seit 1977 veralteten 8. Auflage der Mineralsystematik nach Strunz noch nicht verzeichnet. Einzig im zuletzt 2018 überarbeiteten und ergänzten Lapis-Mineralienverzeichnis nach Stefan Weiß, das sich aus Rücksicht auf private Sammler und institutionelle Sammlungen noch nach dieser alten Form der Systematik von Karl Hugo Strunz richtet, erhielt das Mineral die System- und Mineral-Nr. VIII/H.27-95. In der „Lapis-Systematik“ entspricht dies der Klasse der „Silikate und Germanate“ und dort der Abteilung „Schichtsilikate“, wo Dozyit zusammen mit Amesit, Antigorit, Berthierin, Brindleyit, Carlosturanit, Chrysotil, Cronstedtit, Fraipontit, Greenalith, Guidottiit, Karpinskit, Karyopilit, Kellyit, Lizardit, Népouit und Pecorait die „Serpentingruppe“ bildet.
Die von der IMA letztmals 2009 aktualisierte 9. Auflage der Strunz’schen Mineralsystematik ordnet den Dozyit ebenfalls in die Abteilung der „Schichtsilikate“ ein. Diese ist allerdings weiter unterteilt nach der Struktur der Schichten, so dass das Mineral entsprechend seinem Aufbau in der Unterabteilung „Schichtsilikate (Phyllosilikate) mit Glimmertafeln, zusammengesetzt aus tetraedrischen und oktaedrischen Netzen“ zu finden ist, wo es zusammen mit Aliettit, Brinrobertsit, Corrensit, Hydrobiotit, Kulkeit, Lunijianlait, Rectorit, Saliotit, Tosudit und dem als fraglich geltenden Karpinskit die „Corrensitgruppe“ mit der System-Nr. 9.EC.60 bildet.
Auch die vorwiegend im englischen Sprachraum gebräuchliche Systematik der Minerale nach Dana ordnet den Dozyit in die Klasse der „Silikate und Germanate“ und dort in die Abteilung der „Schichtsilikatminerale“ ein. Hier ist er zusammen mit Aliettit, Corrensit, Glagolevit, Kulkeit, Lunijianlait, Rectorit, Saliotit und Tosudit in der „Wechsellagernden Chlorit-Smektitgruppe“ mit der System-Nr. 71.04.02 innerhalb der Unterabteilung „Schichtsilikate: Schichten von sechsgliedrigen Ringen, abwechselnd 1:1, 2:1 und oktaedrisch“ zu finden.

## Chemismus
In der idealisierten (theoretischen) Zusammensetzung von Dozyit (Mg7Al2(Si4Al2)O15(OH)12) besteht das Mineral im Verhältnis aus insgesamt sieben Magnesium-, je vier Aluminium- und Silicium- sowie 27 Sauerstoff- und 12 Wasserstoffatomen pro Formeleinheit. Dies entspricht einem Massenanteil (Gewichtsprozent) von 20,39 Gew.-% Mg, 12,93 Gew.-% Al, 13,46 Gew.-% Si, 51,77 Gew.-% O und 1,45 Gew.-% H oder in der Oxidform 33,81 Gew.-% MgO, 24,44 Gew.-% Al2O3, 28,80 Gew.-% SiO2 und 12,95 Gew.-% H2O.
Insgesamt 19 Mikrosondenanalysen am Typmaterial von Dozyit ergaben allerdings von der Idealformel abweichende Durchschnittswerte von 34,74 Gew.-% MgO, 20,29 Gew.-% Al2O3, 29,69 Gew.-% SiO2 und 12,20 Gew.-% H2O sowie zusätzliche Fremdbeimengungen von 1,63 Gew.-% FeO (mit Fe2+) oder 1,81 Gew.-% Fe2O3 (mit Fe3+), 0,04 Gew.-% CaO, 0,07 Gew.-% Na2O und 0,18 Gew.-% Cl.
Nach dem Herausrechnen der geringen und als Verunreinigung angesehenen Gehalte von Calcium, Natrium und Chlor und der Zuordnung des Rests zu einer Strukturformel auf der Grundlage von 42 positiven Ladungen (14 für Serpentin und 28 für Chlorit) ergibt sich aus den Werten die empirische Formel
(Mg7,33Al1,59Fe2+0,19)+1,819,11(Si4,20Al1,80)−1,806,00O15(OH)12 bei Anwesenheit von zweiwertigem Eisen (FeO)
oder
(Mg7,29Al1,55Fe3+0,19)+1,809,03(Si4,18Al1,82)−1,826,00O15(OH)12 bei Anwesenheit von dreiwertigem Eisen (Fe2O3).
Die empirischen Formeln wurden von den Erstbeschreibern zur eingangs genannten Formel idealisiert.

## Kristallstruktur
Dozyit kristallisiert in der monoklinen Raumgruppe Cm (Raumgruppen-Nr. 8) mit den Gitterparametern a = 5,323(3) Å; b = 9,214(9) Å; c = 21,45(2) Å und β = 94,43(6)° sowie zwei Formeleinheiten pro Elementarzelle.
Die Kristallstruktur besteht aus regelmäßig wechselnden Schichten von trioktaedrischen Serpentin-(Amesit) und trioktaedrischen Chloriteinheiten (Klinochlor) in einem Verhältnis von 1 : 1.

## Bildung und Fundorte
An seiner Typlokalität, der Cu-, Au- und Ag-Mine Ertsberg-Ost (Grasberg-Mine) in Indonesien, fand sich Dozyit in alteriertem Skarn, wo er in Paragenese mit 
Amesit, Anhydrit, Antigorit, Calcit, Chalkopyrit, Dolomit, Klinochlor, Magnesit sowie Lizardit- und Chrysotil-Pseudomorphosen nach Forsterit und anderen eingesprengten Serpentin-Chlorit-Phasen auftrat.
Dozyit ist eine sehr seltene Mineralbildung, die nur in wenigen Proben nachgewiesen wurde. Weltweit sind bisher neben dessen Typlokalität nur drei weitere Vorkommen dokumentiert:
Im „Loma Marcelo“-Skarn in der argentinischen Provinz Buenos Aires fanden sich neben den bereits genannten Vergesellschaftungen Calcit, Dolomit und Klinochlor noch Chondrodit, Fluorit, Quarz, Spinell, Zirkon und verschiedene Serpentine. In den Gruben und Tagebauen von Nikka Vord im Gebiet von Baltasound und Haroldswick auf der zu Großbritannien gehörenden Shetlandinsel Unst trat das Mineral in der dortigen Chromit-Lagerstätte auf. Die „Wood’s Chrome-Mine“ nahe Texas im Lancaster County des US-Bundesstaates Pennsylvania wurde nicht nur als Fundort für den seltenen Dozyit, sondern auch für herausragende Funde von Brucit bekannt.

## Verwendung
Aufgrund seiner extremen Seltenheit ist Dozyit nur als Sammlermineral und für wissenschaftliche Zwecke von Interesse.